# Telescopio Korsch

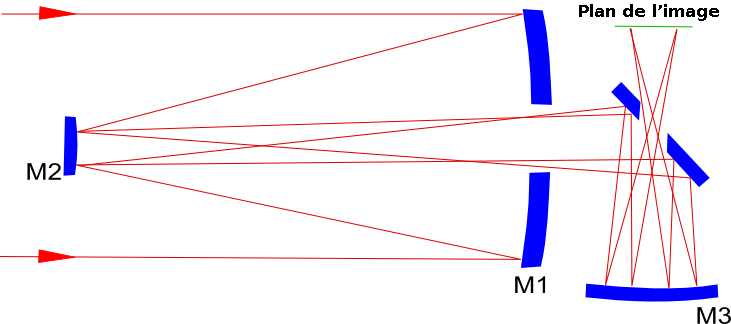
Configurazione ottica di un telescopio Korsch

Un telescopio Korsch è un tipo di telescopio riflettore derivato dal telescopio Cassegrain. I principali vantaggi sono un campo visivo piatto e meno luce diffusa sul piano dell'immagine.
Un telescopio Korsch è costituito da uno specchio primario ellissoidale (M1), uno specchio secondario iperbolico (M2), uno specchio terziario ellissoidale (M3) e, a seconda del modello, uno o più specchi ausiliari planari. I grandi vantaggi di questo design ottico in termini di prestazioni di imaging vengono acquistati a scapito di un elevato livello di impegno nel calcolo e nella fabbricazione degli specchi asferici e delle tolleranze di regolazione molto basse. Inoltre, grazie allo specchio deviatore perforato necessario, risulta un'immagine a forma di anello.
Questa configurazione ottica si basa su un progetto dell'americano Dietrich G. Korsch ed è stata brevettata nel 1978.
Impiegati soprattutto per i telescopi spaziali, ed ampi focali; più noti telescopi Korsch sono il telescopio spaziale James Webb e l'Euclid dell'ESA. I telescopi Korsch sono impiegati anche su satelliti per l'osservazione della Terra ad alta risoluzione, come ad esempio IKONOS-2 dell'ESA, EnMAP dell'Agenzia spaziale tedesca o GeoEye-1.